# Coaș, Maramureș

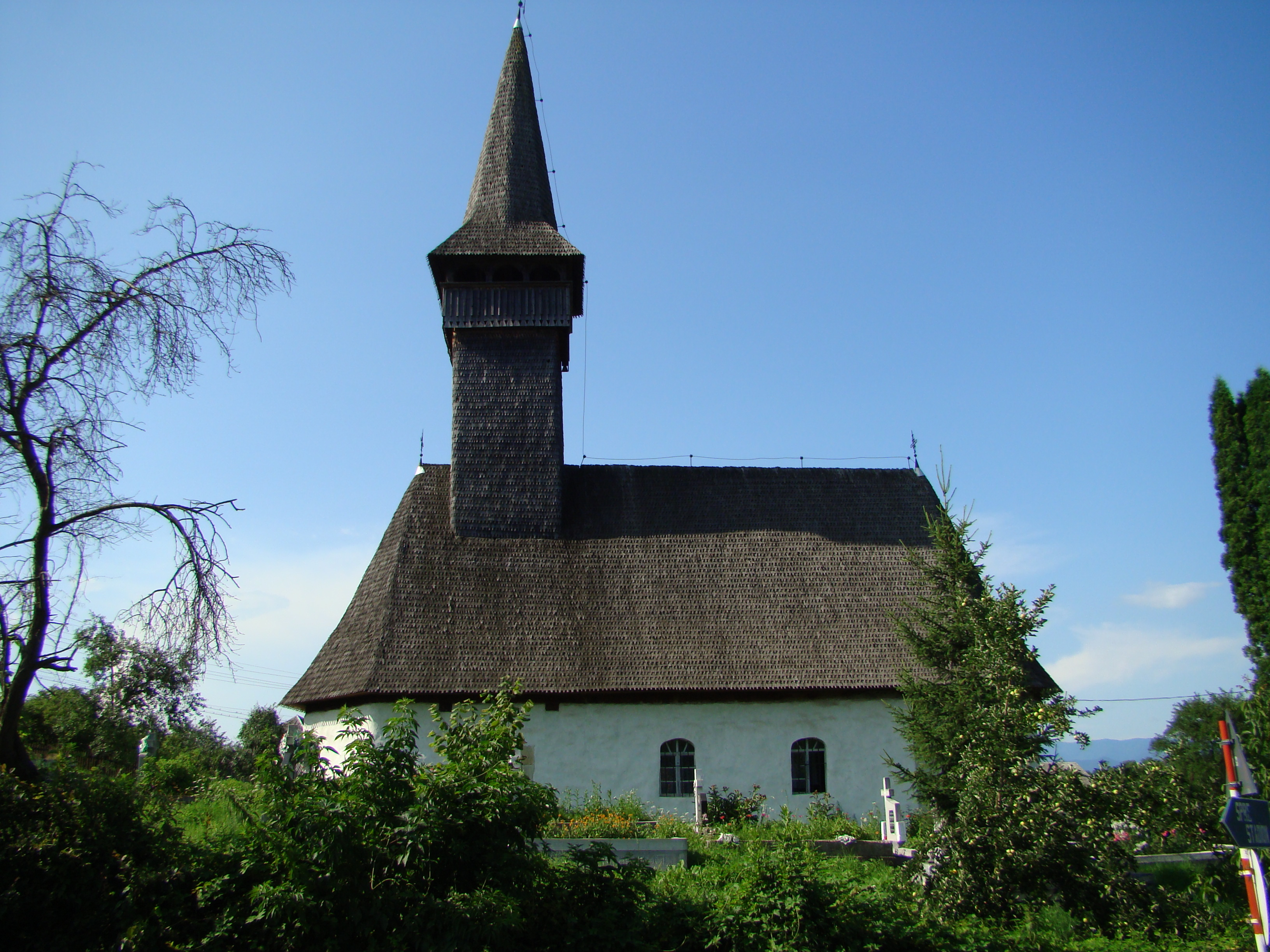
Bieserica "Sf. Ahangheli", construcţie 1730, monument de categoria A

Coaș (în maghiară Kovás, alternativ Kovács, în trad. "Fieraru") este satul de reședință al comunei cu același nume din județul Maramureș, Transilvania, România.

## Istoric
Prima atestare documentară: 1566 (Kovas, Koas). 

## Etimologie
Etimologia numelui localității: posibil dintr-un antroponim Covaci, provenit din apelativul covaci „fierar” (< sl. kovač), transcris Kovas și Koas, devenit Coaș în limba română. 

## Note

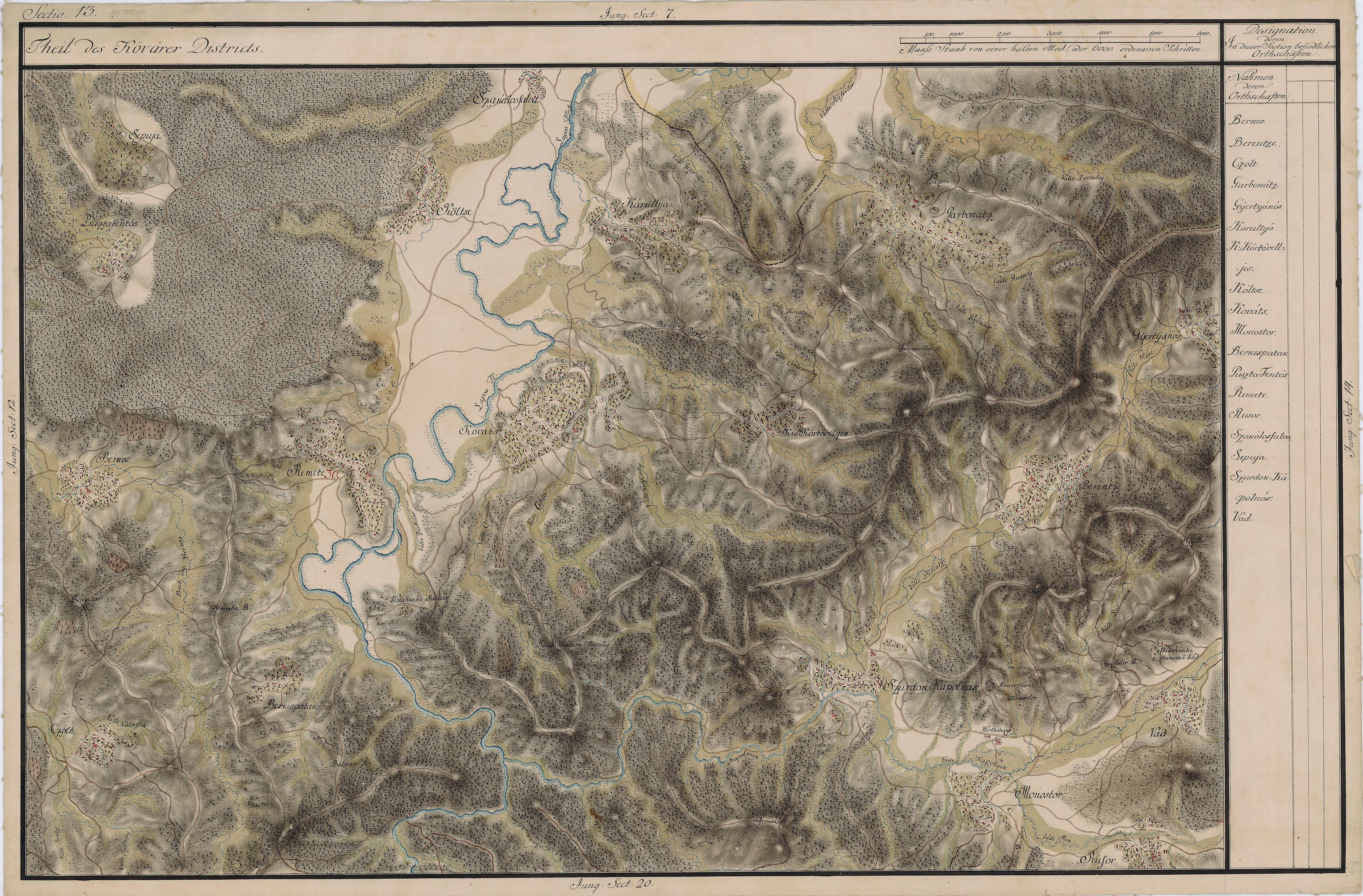
Coaș pe Harta Iosephină a Transylvaniei

## Monument istoric
- Biserica (1730);
- Clopotnița din lemn (1730).

## Personalități locale
- Ioan Maxim (n. 1941), diplomat; ambasador al României în Elveția (2001-2006).

## Imagini
- Biserica „Sfinții Arhangheli" (monument istoric)

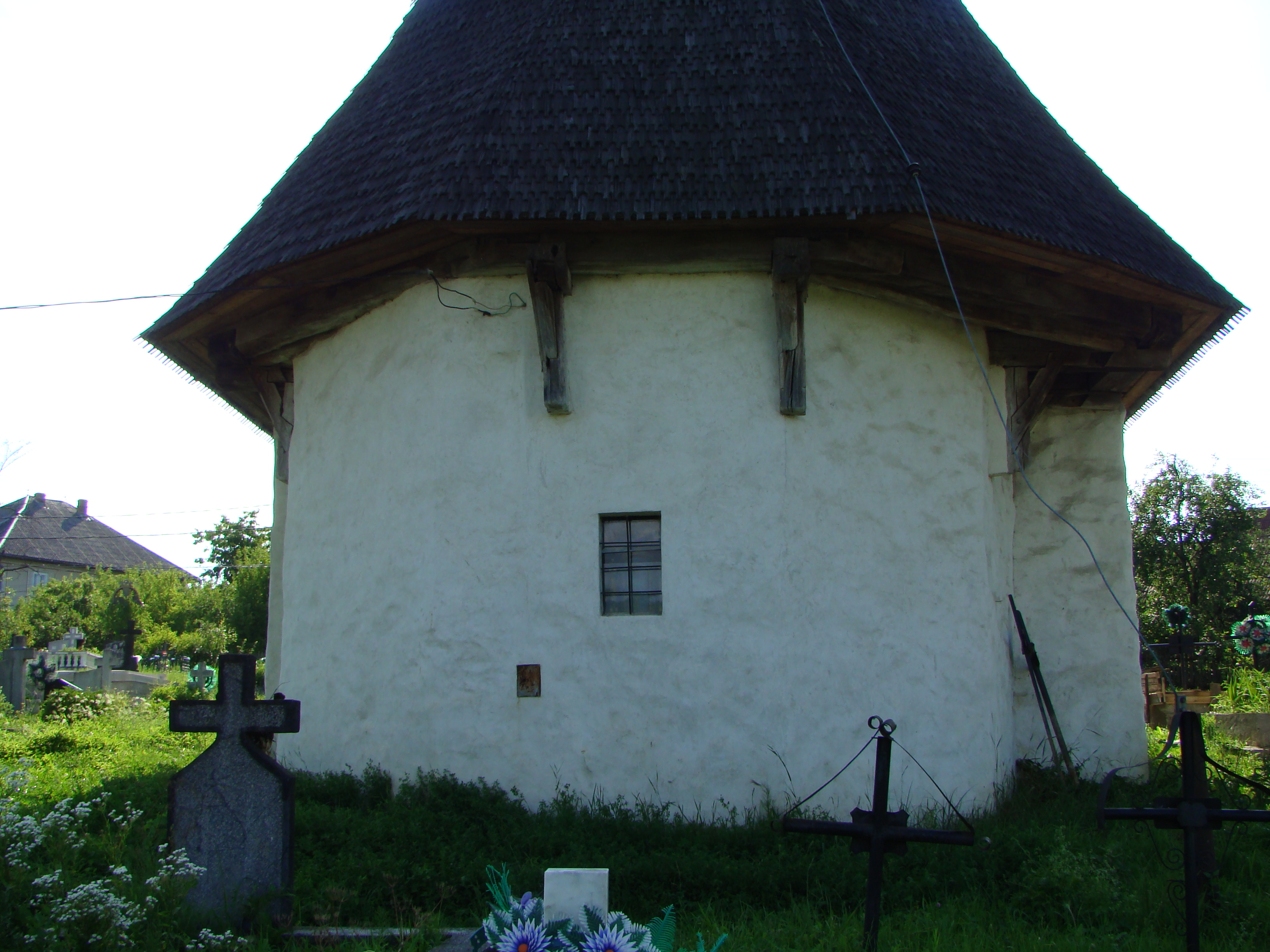
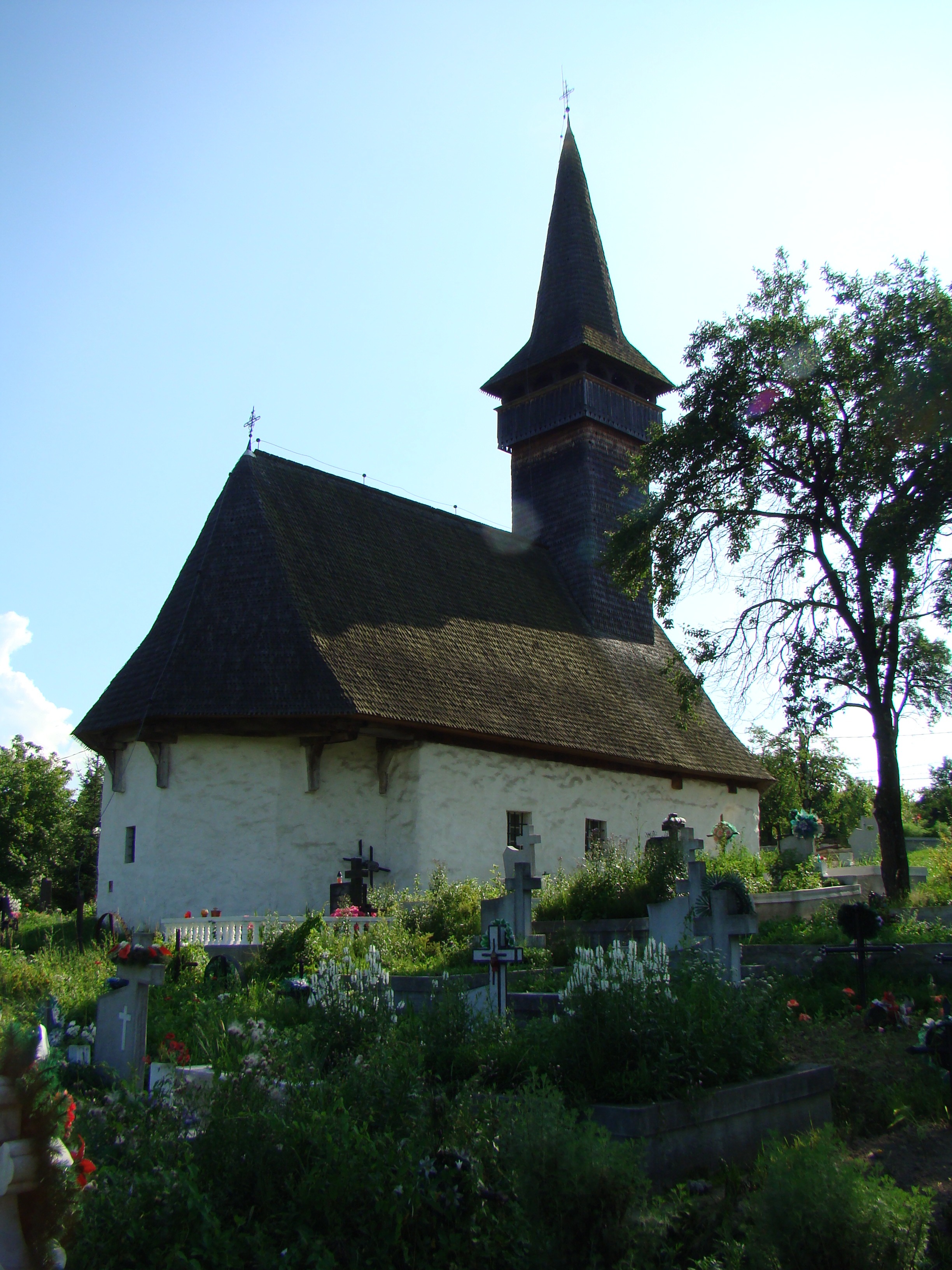
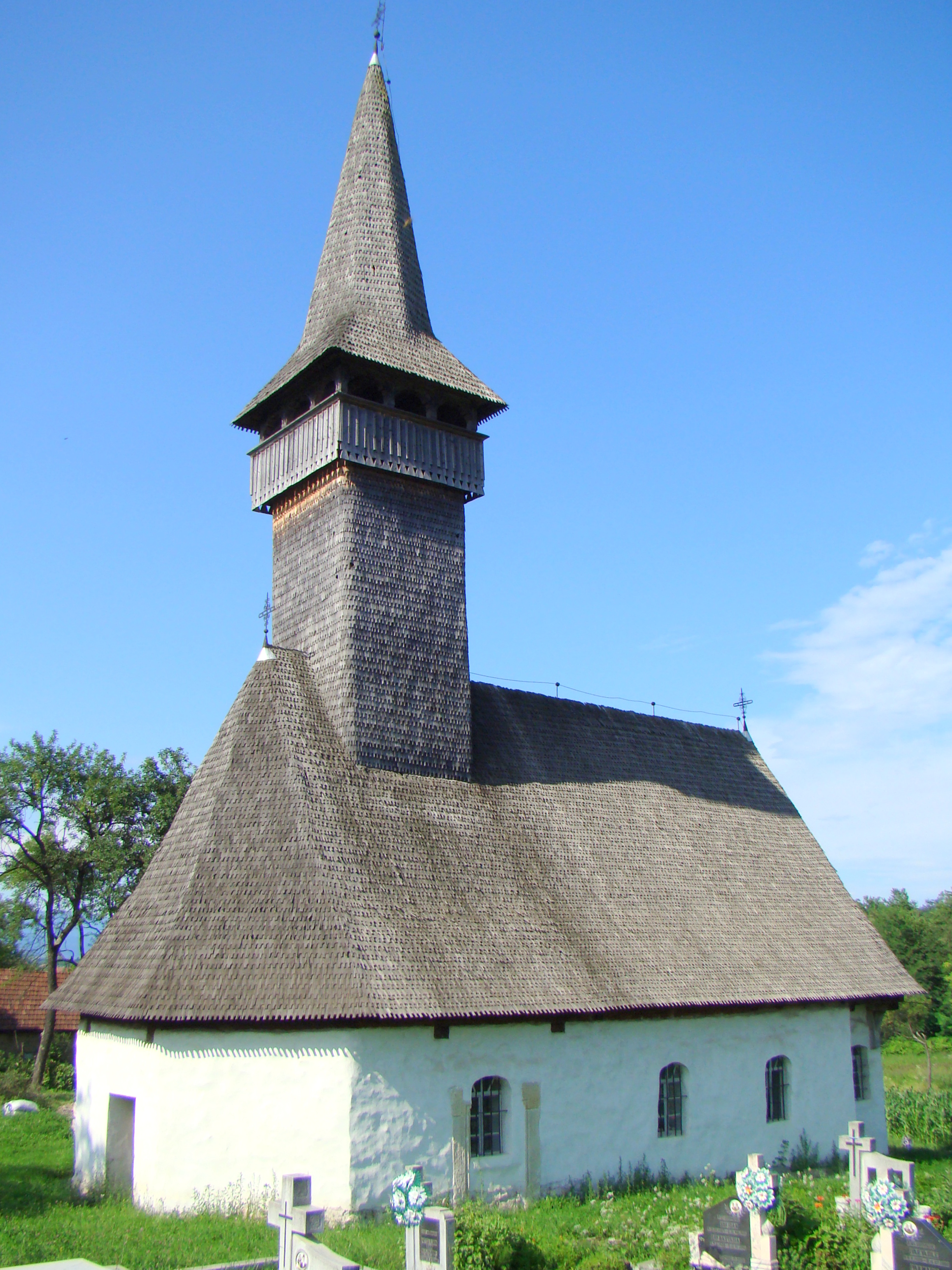
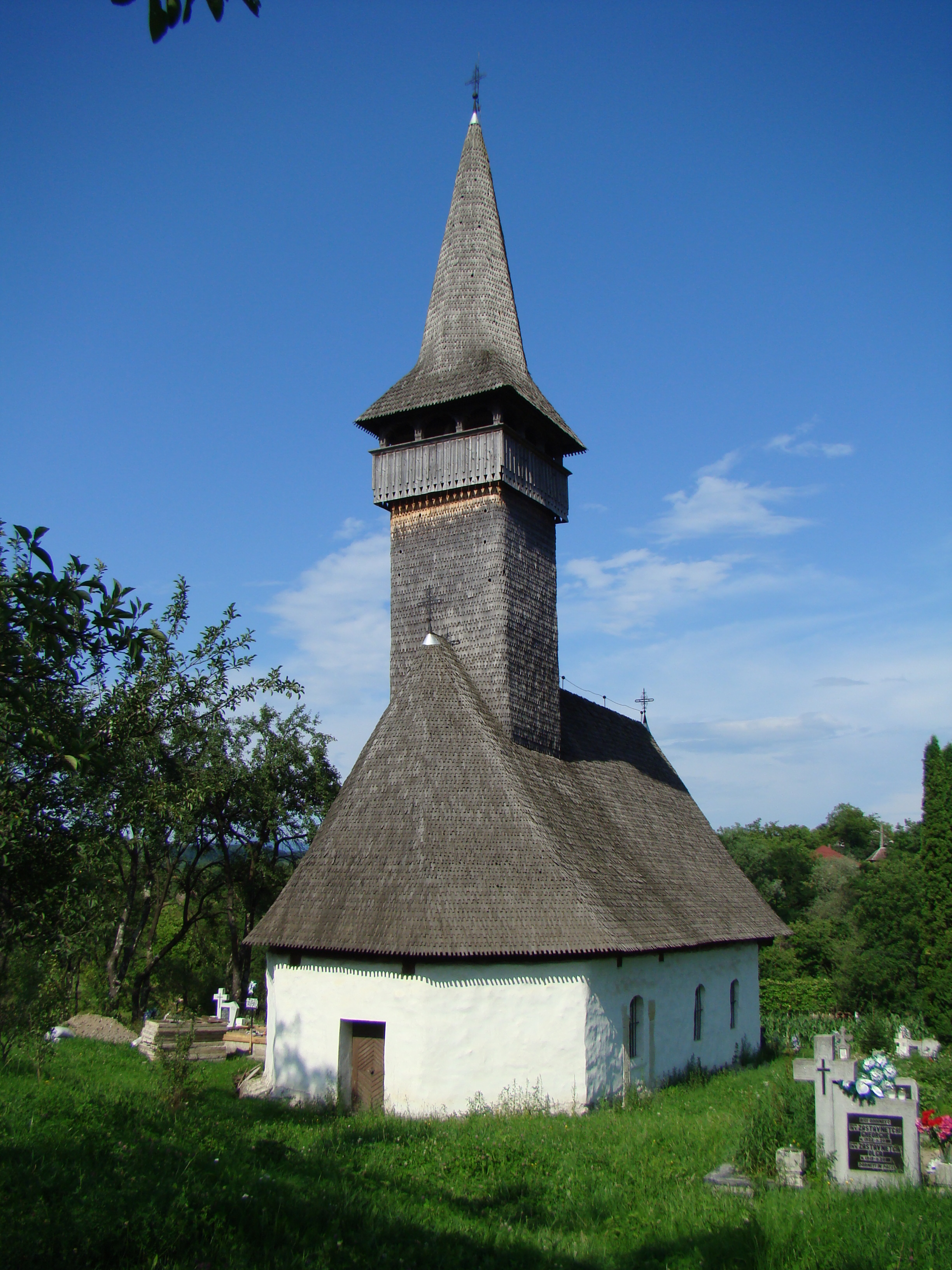
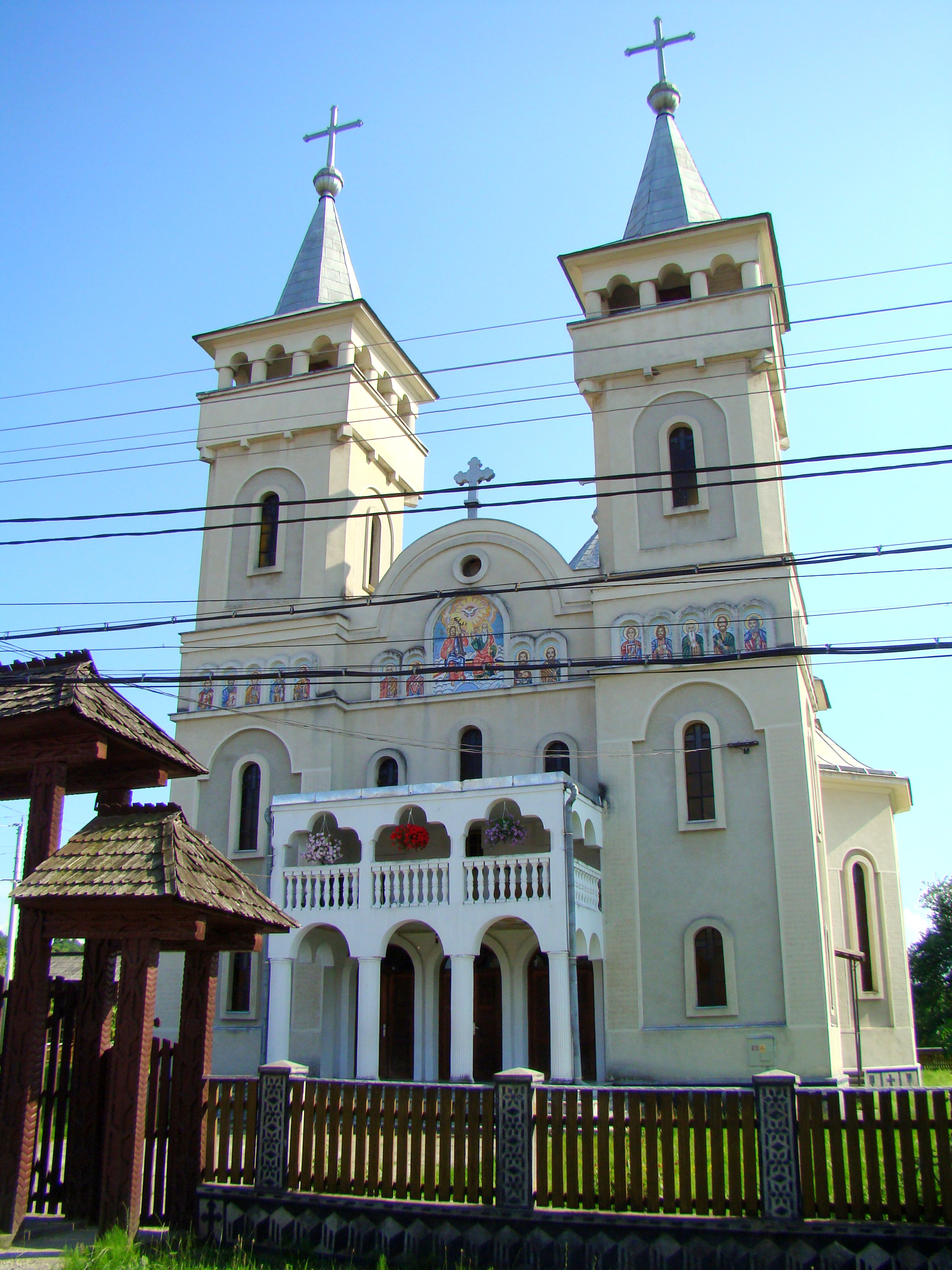
Biserica „Sfânta Treime”